# 더블 스파이
《더블 스파이》(영어: Duplicity)는 미국에서 제작된 토니 길로이 감독의 2009년 로맨틱 범죄 코미디 영화이다. 클라이브 오언 등이 출연하였고, 케리 오런트 등이 제작에 참여하였다. 이 영화는 2009년 3월 20일 개봉되었다.

## 출연
- 줄리아 로버츠
- 클라이브 오언
- 톰 윌킨슨
- 폴 지어마티
- 데니스 오헤어
- 캐슬린 챌펀트
- 톰 매카시
- 웨인 듀발
- 캐리 프레스턴
- 크리스토퍼 데넘
- 올레그 스테판
- 해피 앤더슨
- 릭 워디
- 울리크 톰센

## 기타 제작진
- 공동 제작: 존 길로이
- 배역: 엘런 체노웨스
- 미술: 케빈 톰프슨
- 세트: 조지 더티타 주니어
- 의상: 앨버트 울스키

## 수상
- 제67회 골든 글로브상 뮤지컬·코미디 부문 여우주연상 후보 - 줄리아 로버츠